# Tkanka łączna galaretowata
Tkanka galaretowata - jest to rodzaj tkanki łącznej występującej u płodu w sznurze pępowinowym (nazywana wtedy galaretą Whartona) oraz w miazdze młodych zębów po urodzeniu. Jest wytwarzana przez fibroblasty.
Histologicznie składa się z nielicznych komórek, dużej ilości kwasu hialuronowego oraz włókien kolagenowych.